# Vibrophore
Vibrophores sind spezielle Hochfrequenzpulsatoren. Diese elektro-magnetischen Resonanzprüfmaschinen können als dynamische sowie als vollwertige statische Materialprüfmaschinen eingesetzt werden.

## Dynamische Prüfungen
Als dynamische Material-Prüfmaschinen werden die Vibrophores eingesetzt, um die Schwingfestigkeit von Werkstoffen und Bauteilen im Zeit- und Dauerfestigkeitsbereich, beispielsweise im Dauerschwingversuch nach der Norm DIN 50100 (Wöhlerkurve), im Zug-, Druck-, Schwell- und Wechsellastbereich zu bestimmen.
Die Funktionsweise der Vibrophores basiert auf dem Prinzip eines mechanischen Resonators mit elektromagnetischem Antrieb. Die Mittelkraft wird über Verschiebung der oberen Traverse über den Spindelantrieb aufgebracht. Die dynamische Last wird durch ein im Vollresonanzbetrieb arbeitendes Schwingsystem erzeugt. Dadurch sind bei ausreichend steifen Proben Prüffrequenzen von bis zu 285 Hz möglich.
Beide Antriebe, der des dynamischen und der des statischen Anteils, werden separat voneinander geregelt und angesteuert, wodurch jegliche Spannungsverhältnisse (r-Verhältnisse) möglich sind. Versuche können sowohl kraft-, weg- als auch dehnungsgeregelt durchgeführt werden.
Dank der Prüfung im Resonanzbereich kann der Hochfrequenzpulsator darüber hinaus entstehende und wachsende Risse in der Probe durch eine sich minimal ändernde Prüffrequenz schon frühzeitig detektieren. Die Signalform der aufgebrachten dynamischen Last entspricht dabei immer einem Sinusverlauf.
Typische Anwendungsbeispiele sind Untersuchungen der Bruchmechanik an CT- und SEB-Proben, Materialermüdungsversuche und Lebensdauerversuche an Normproben und Bauteilen (beispielsweise Pleuel, Kurbelwellen und Schrauben) und Produktions- und Qualitätskontrolle von Bauteilen, die während ihrer Lebensdauer einer schwingenden Belastung ausgesetzt sind, wie zum Beispiel Beton- und Bewährungsstähle.

## Statische Prüfungen
Bedingt durch die Bauweise können Vibrophores darüber hinaus als Universalprüfmaschinen für quasi-statische Zug- und Druckversuche eingesetzt werden.